# Семёнов, Андрей Платонович
Андрей Платонович Семёнов (1923—1995) — красноармеец Рабоче-крестьянской Красной Армии, участник Великой Отечественной войны, Герой Советского Союза (1943).

## Биография
Андрей Семёнов родился 14 октября 1923 года в селе Твердохлебы (ныне — Кобелякский район Полтавской области Украины). После окончания восьми классов школы работал в колхозе. Позднее окончил курсы механизаторов и работал в машинно-тракторной станции. 
В 1943 году Семёнов был призван на службу в Рабоче-крестьянскую Красную Армию. С сентября того же года — на фронтах Великой Отечественной войны, был стрелком 1-й стрелковой роты 1-го стрелкового батальона 224-го гвардейского стрелкового полка 72-й гвардейской стрелковой дивизии 7-й гвардейской армии Степного фронта. Отличился во время битвы за Днепр.
В ночь с 24 на 25 сентября 1943 года Семёнов одним из первых переправился через Днепр в районе села Бородаевка Верхнеднепровского района Днепропетровской области Украинской ССР и принял активное участие в боях за захват и удержание плацдарма на его западном берегу, лично уничтожив 2 пулемёта и 17 немецких солдат и офицеров, ещё 4 взял в плен.
Указом Президиума Верховного Совета СССР от 26 октября 1943 года за «мужество и героизм, проявленные при форсировании Днепра и удержании плацдарма на его правом берегу», гвардии красноармеец Андрей Семёнов был удостоен высокого звания Героя Советского Союза с вручением ордена Ленина и медали «Золотая Звезда» за номером 3997.
Во время последующих боёв Семёнов получил два ранения и тяжёлую контузию. После окончания войны он был демобилизован. Проживал и работал на родине. Скончался 14 июля 1995 года, похоронен в селе Дашковка Кобелякского района Полтавской области Украины.
Был также награждён орденом Отечественной войны 1-й степени и рядом медалей.
В честь Семёнова установлен его бюст в Кобеляках.